# Интурист (мини-футбольный клуб)
«Интурист» (Запорожье) — украинский мини-футбольный клуб, участник чемпионата и кубка Украины.
В чемпионате Украины 1992 года «Интурист» не попадает по итогам группового турнира в шестёрку лучших команд, заняв седьмое место из тринадцати. По итогам турнира команда занимает десятое место.
Как и все участники чемпионата, «Интурист» получает право участия в кубке страны 1993 начиная со второго отборочного турнира, игнорируя зональные соревнования. Команда проводит мини-турнир в Запорожье, но не входит в число двух лучших команд, уступив право играть в финальном турнире местной «Надежде» и донецкому «Донбассу».
В чемпионате Украины 1993/94 «Интурист» занимает предпоследнее, пятнадцатое место, набрав в 29 играх 7 очков (разница мячей 41-147).